# Iso-Lokki (ö i Mellersta Finland, Äänekoski)
Iso-Lokki är en ö i Finland. Den ligger i sjön Konnevesi och i kommunen Konnevesi i den ekonomiska regionen  Äänekoski ekonomiska region  och landskapet Mellersta Finland, i den centrala delen av landet, 290 km norr om huvudstaden Helsingfors. Öns area är 1,6 hektar och dess största längd är 200 meter i öst-västlig riktning.